# 오니시 쇼고
오니시 쇼고(일본어: 大西 勝俉, 1990년 7월 29일 ~ )는 일본의 축구 선수이다. 현재 J3리그의 반라우레 하치노헤에서 뛰고 있다.

## 구단 경력
그는 2013년부터 J리그의 에히메 FC, 아술 클라로 누마즈, 가고시마 유나이티드 FC, 반라우레 하치노헤에서 뛰었다.